# Kołubiele
Kołubiele (biał. Калубелі; ros. Колубели) – wieś na Białorusi, w obwodzie brzeskim, w rejonie kobryńskim, w sielsowiecie Ostromecz, przy drodze magistralnej .
Dawniej wieś i okolica szlachecka. W dwudziestoleciu międzywojennym leżały w Polsce, w województwie poleskim, w powiecie kobryńskim.